# KOAN Sound
I KOAN Sound sono un duo musicale britannico, Composto da Will Weeks e Jim Bastow, formato a Bristol nel 2005.

## Storia
Il nome del duo è ispirato ai Kōan del Buddhismo Zen, ossia affermazioni paradossali o piccoli racconti utilizzati nella pratica della meditazione. Una traccia del loro primo EP Max Out, intitolata One Hand Clap, è un chiaro riferimento a un noto kōan buddhista.
Il giovane duo comincia ad esplorare il mondo della musica elettronica intorno al 2005 seguendo artisti come The Prodigy e Noisia. Inizialmente sono stati riconosciuti come produttori di musica Dubstep, grazie alla creazione di brani come Akira. Successivamente hanno pubblicato musica attraverso diverse etichette discografiche, come l'etichetta inglese Inspected Records e la OWSLA di Skrillex, hanno prodotto una serie di remix di brani come Promises di Andain e The A Team di Ed Sheeran, e hanno potuto dare vita a interessanti collaborazioni con altri artisti di talento, come nel caso dell'EP Sanctuary, totalmente prodotto in collaborazione con Asa.
Il 23 maggio 2011 pubblicano il loro primo EP Max Out tramite l'etichetta Inspected Records.
Il 1º novembre 2011 pubblicano l'EP Funk Blaster sotto l'etichetta discografica di Skrillex, OWSLA.
Nell'anno seguente hanno tenuto spettacoli in Europa e in America, anche come supporter per anche alcuni show di Skrillex, Diplo e altri nel Full Flex Express Tour.
Il 4 settembre 2012 il duo pubblica l'EP "The Adventures of Mr Fox", sempre sotto l'etichetta OWSLA, che comprende anche remix di artisti quali Reso, Neosignal e Opiuo.
Il 22 ottobre 2013 pubblicano l'EP "Sanctuary", realizzato in collaborazione con Asa tramite l'etichetta discografica Inspected Records in collaborazione con OWSLA.
Il 1º aprile 2014 il duo rilascia l'EP Dynasty tramite l'etichetta OWSLA.
Il 4 maggio 2015 è stato pubblicato l'EP "Forgotten Myths" (Open Outlets - Shoshin).

## Formazione
- Will Weeks
- Jim Bastow

## Discografia parziale

### Album in studio
- 2018 - Polychrome
- 2023 - Led by Ancient Light

### EP
- 2011 - Funk Blaster
- 2011 - Max Out
- 2012 - The Adventures of Mr. Fox
- 2013 - Sanctuary (con Asa)
- 2014 - Dynasty
- 2015 - Forgotten Myths
- 2020 - Silk Wave
- 2021 - Chronos